# Вільчента (гміна)
Гмі́на Вільче́нта (пол. Gmina Wilczęta) — сільська гміна у північній Польщі. Належить до Браневського повіту Вармінсько-Мазурського воєводства.
Станом на 31 грудня 2011 у гміні проживало 3148 осіб.

## Територія
Згідно з даними за 2007 рік площа гміни становила 147.99 км², у тому числі:
- орні землі: 66.00%
- ліси: 25.00%

Таким чином, площа гміни становить 12.29% площі повіту.

## Населення
Станом на 31 грудня 2011:
| Опис     | Загалом | Загалом | Чоловіки | Чоловіки | Жінки | Жінки |
| -------- | ------- | ------- | -------- | -------- | ----- | ----- |
| одиниця  | осіб    | %       | осіб     | %        | осіб  | %     |
| все      | 3148    | 100     | 1595     | 50.67    | 1553  | 49.33 |
| міське   | 0       | 100     | 0        |          | 0     |       |
| сільське | 3148    | 100     | 1595     | 50.67    | 1553  | 49.33 |

## Сусідні гміни
Гміна Вільчента межує з такими гмінами: Ґодково, Млинари, Орнета, Пасленк, Плоскіня.